# خودش
خودش (به انگلیسی: Herself) یک فیلم درام به کارگردانی فیلیدا لوید محصول سال ۲۰۲۰ با بازی هریت والتر و کنلت هیل است.

## داستان
یک مادر تنها به نام ساندرا (کلر دون) در تلاش برای گذران زندگی با دو دختر کوچکش بوده‌است. پس از اینکه سازمان مسکن از دادن خانه جدید به وی خودداری کرد، ساندرا تصمیم می‌گیرد با کمک یک جامعه دوستانه و تعداد انگشت‌شماری از دوستان جدیدش، خانه خود را بسازد. با این هدف جدید، ساندرا خود را دوباره پیدا می‌کند.

## بازیگران
- کلر دان در نقش ساندرا
- هریت والتر در نقش پگی
- کنلت هیل در نقش آیدو
- مولی مک کان در نقش مولی
- روبی رز اوهارا در نقش اما
- کتی بلتون در نقش جو
- ربکا اومارا در نقش گراین
- اریککا رو در نقش امی
- ایان لوید آندرسن در نقش گری
- شان دوگان در نقش سیاران کراولی
- آرون لاکهارت در نقش تومو
- آنیتا پتری در نقش روزا
- دیمیتری وینوکوروف در نقش داریوش[۲][۳]